# Bagnolo San Vito
Bagnolo San Vito là một đô thị tại tỉnh Mantova trong vùng Lombardia của Italia, có vị trí cách khoảng 140 km về phía đông nam của Milano và khoảng 11 km về phía đông nam của Mantova. Tại thời điểm ngày 31 tháng 12 năm 2004, đô thị này có dân số 5.548 người và diện tích là 49,3 km².
Đô thị Bagnolo San Vito có các frazioni (các đơn vị trực thuộc, chủ yếu là các làng) Campione, Correggio Micheli, San Nicolò Po, và San Giacomo Po.
Bagnolo San Vito giáp các đô thị: Borgoforte, Mantova, Roncoferraro, San Benedetto Po, Sustinente, Virgilio.